# 中山王𰯼

名字寫法

中山王𰯼（约前344年—约前310年），姬姓，名𰯼（或“厝”），為戰國中山國君主之一，中山國第五任君主，在位約為18年左右。他為中山成公兒子，承襲中山成公的政權，在位期間為中山國最強盛的時期，利用周邊各國的矛盾以尋求生存。並北攻燕國，南侵趙國，中山的領土大為擴張。
1978年，於中國河北省平山縣三汲公社之中山王墓中，出土三件青銅器。依據中山王𰯼方壺銘文記載，中山𰯼十四年，相邦司馬賙統率三軍參與攻殺子之之役。此時間應為齊宣王六年。

## 生平
前328年，中山成公去世，其子𰯼繼承君位，年齡大約為16歲左右。次年（前327年）為王𰯼元年，為中山國歷代君主中少數可確定其紀年的君主。

### 稱王
中山國在此之前大致上是依靠著齊國，以對抗趙國的侵略。
在王𰯼五年（前323年），魏國公孫衍為了對抗齊、秦、楚三大強國，發起魏、韓、趙、燕、中山五國相王，互相稱王，並互相承認雙方王號。此時齊威王對千乘之國中山國稱王感到不滿，對外宣稱「我萬乘大國對與千乘之國中山同為王感到羞恥，因此願和各大國共同討伐中山，以廢除他的王號」想割平邑（今河南省南乐县東北）賄賂燕、趙等國，出兵攻打中山。
中山相藍諸君得知此事，與張登一同討論，確立了應付齊國的方法。王𰯼得知後感到驚恐，急忙召見大臣張登。張登請求多準備車馬和幣帛，以便讓他去見齊國相邦田嬰。於是王𰯼答應，並派他去齊國。張登到齊國後遊說田嬰召見中山君主，並認承其王位以讓中山事奉齊國。田嬰採納此建議，召見中山王到齊國。王𰯼派張登出使至魏、趙兩國遊說：「齊國召請中山王並許他稱王，是想徵用中山的兵力以便攻打魏國的河東。貴國不如先讓中山稱王，以阻止齊王與中山王的會晤。」魏、趙兩國接受此項建議，承認中山的王號並與他建交，中山與齊國的關係也告終。
王𰯼稱王後，追述其祖中山桓公為桓王，父中山成公為成王。

### 立
司馬喜三世任中山相邦，而中山王的寵妃陰姬很討厭他，說客田簡勸司馬喜說：「把陰姬的美貌告訴趙國使者，趙王得知，必定要她。假如把她送給趙國，在朝中就無人對你不利；假如君王不肯，那閣下就勸君王立她為后，從此她就會對閣下你感恩不盡。」此時陰姬和江姬皆設法成為王后，司馬喜對陰姬父親推薦由他來謀畫此事。之後，中山王派遣司馬喜出使趙國，在一次宴會中，司馬喜趁此大力贊美陰姬的美貌，使趙武靈王對她感到興趣，準備派使者去要。司馬喜回國後，將此事告訴中山王，並趁機勸說立陰姬為王后以讓趙王死心。中山王遂立陰姬為王后，趙國也不再提起此事。

### 伐燕

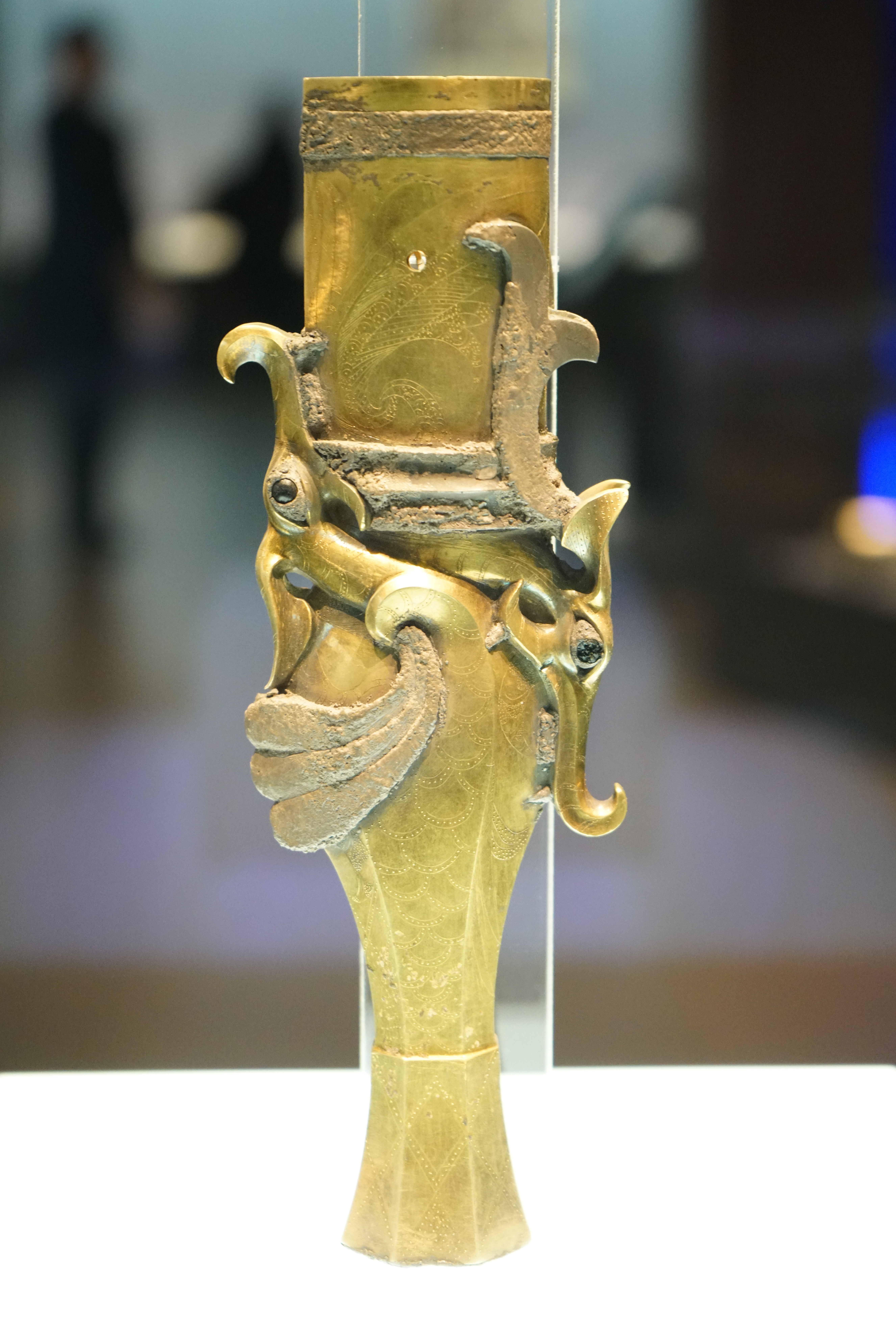
金戈鐏，古代钩杀兵器下的金属套。中山王𰯼墓出土。

王𰯼十年（前318年），燕王噲將王位讓給相邦子之，讓子之執掌燕國軍政大權。此舉引起了太子平等舊貴族的不服，在王𰯼十四年（前314年）時起兵攻擊子之，燕國陷入內亂，齊國趁機侵略，並攻下燕國首都，燕國幾乎亡國，中山王𰯼見此時機，派遺相邦司馬喜（銘文作司馬賙）伐燕，奪取了燕國幾十座城，數百里的土地，並將取得的銅器重新鑄造了鐵足大鼎和夔龍紋方壺，在上面銘刻長篇銘文來頌揚中山王𰯼和司馬喜的功績。之後，藉著田獵的機會，親自巡示新征服的領土。
在約前310年左右，王𰯼去世，享年約35歲，由太子中山王𫲨𧊒即位。三年後，趙武靈王開始侵略中山國。十四年後，中山國滅亡。

## 在世年
方壺銘文記載「惟十四年……今余方壯」，《禮記．曲禮上》「三十曰壯，有室」，以此知王𰯼十四年時，至少滿三十歲。由鼎、方壺的作器年代上推十四年，元年應為前327年。接逾年改元例，王𰯼繼位時間應在前328年。鼎銘文「先王成考，早棄群臣，寡人幼童，未通智」，《禮記．曲禮上》「人生十年曰幼學，二十弱冠」，可知十至十九歲均為幼學階段，此時王𰯼約為16歲，約出生於前344年。
趙國伐中山為前307年以後，銘文並無中山遭遇嚴重外患的記載，因此去世年應在前308年以前。

## 家庭
父親
- 中山成公

妻妾
- 陰姬
- 江姬

子女
- 中山王𫲨𧊒

## 紀年
| 中山王𰯼 | 元年    | 2年     | 3年     | 4年     | 5年     | 6年     | 7年     | 8年     | 9年     | 10年    |
| -------- | ------- | ------- | ------- | ------- | ------- | ------- | ------- | ------- | ------- | ------- |
| 西元     | 前327年 | 前326年 | 前325年 | 前324年 | 前323年 | 前322年 | 前321年 | 前320年 | 前319年 | 前318年 |
| 干支     | 甲午    | 乙未    | 丙申    | 丁酉    | 戊戌    | 己亥    | 庚子    | 辛丑    | 壬寅    | 癸卯    |
| 中山王𰯼 | 11年    | 12年    | 13年    | 14年    | 15年    | 16年    | 17年    | 18年    |         |         |
| 西元     | 前317年 | 前316年 | 前315年 | 前314年 | 前313年 | 前312年 | 前311年 | 前310年 |         |         |
| 干支     | 甲辰    | 乙巳    | 丙午    | 丁未    | 戊申    | 己酉    | 庚戌    | 辛亥    |         |         |

## 名字寫法
中山王𰯼的名字「𰯼」在中山王鼎、中山王方壺上皆清晰可見，字形上方與「爨」的頂部相同，爲兩手（「𦥑」）拿着甑與灶門之形；下方則爲「昔」字。把上方直接楷體筆畫化，會是形，早期的文字學家即如此書寫，例如《中山王𰯼器文字編》的封面，以及張頷書寫的〈《中山王𰯼器文字編》序〉，此字皆作。後來製成字模及電腦字型時，傳承字形作，上方爲，跟「爨、釁、璺」等字相同，像商承祚的〈中山王𰯼鼎、壺銘文爭議〉一文中，「𰯼」字就是如此書寫。新字形則形變作與「興」字頂部趨同，作，上方爲。
2020年3月公佈的Unicode 13.0，在中日韓統一表意文字擴展區G裏收錄此字，碼位爲U+30BFC。